# Alex Menzies
Alex Menzies, właśc. Alexander William Menzies (ur. 25 listopada 1882 w Blantyre, zm. 24 listopada 1964 tamże) – szkocki piłkarz występujący na pozycji napastnika.
W sezonie 1905/1906 wraz z Heart of Midlothian zdobył Puchar Szkocji.
W reprezentacji Szkocji wystąpił jeden raz, 7 kwietnia 1906 w wygranym 2:1 meczu British Home Championship z Anglią.